# Titov (kráter)

Poloha kráteru Titov (v pravé části mapy rovníkové oblasti Měsíce).

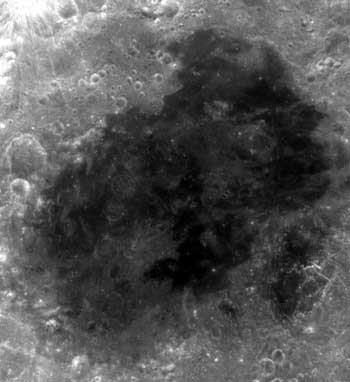
Mare Moscoviense. V severovýchodní části tmavého moře se nachází dvojice světlejších skvrn, Titov je ta větší z nich.

Titov je relativně malý měsíční impaktní kráter nacházející se na severní hemisféře na odvrácené straně Měsíce, není tedy pozorovatelný přímo ze Země. Má průměr 30 km, pojmenován je podle ruského kosmonauta Germana Titova, jediného člena mise Vostok 2. Je celý situován v Mare Moscoviense (Moskevském moři), jeho satelitní kráter Titov E leží naopak vně moře při jeho východním okraji. Jiho-jihovýchodně od Titova (rovněž na okraji Mare Moscoviense) lze nalézt kráter Komarov, jehož dno je zvrásněno brázdami.

## Satelitní krátery
V okolí kráteru se nachází několik dalších kráterů. Ty byly označeny podle zavedených zvyklostí jménem hlavního kráteru a velkým písmenem abecedy.
| Titov | Sel. šířka | Sel. délka | Průměr |
| ----- | ---------- | ---------- | ------ |
| E     | 29,1° S    | 153,9° V   | 22 km  |